# Congélation
On appelle congélation toute technique visant à faire passer un produit à l'état solide par des techniques de refroidissement forcé. On parle de congélation principalement pour l'eau et les produits qui en contiennent. La congélation est une technique de conservation des produits biologiques. D'un point de vue domestique, il s'agit principalement des aliments mais la congélation est également employée pour conserver des cellules vivantes telles que les gamètes (ovules et spermatozoïdes) ou les embryons. Cette technique consiste à abaisser la température du produit et à la maintenir en dessous de la température de fusion de la glace (0 °C) afin de supprimer toute activité biologique (qui dépend de la présence d'eau sous forme liquide) voire chimique et enzymatique (pour les très basses températures).

## Conservation alimentaire

Viande congelée de bœuf et de mouton exportée par la Sociedad Anonima La Blanca, 1911.

### Paramètres
La congélation des aliments permet d’augmenter la durée de conservation des aliments tout en maintenant leurs caractéristiques sensorielles (principalement couleur, saveur et texture). La valeur nutritionnelle des denrées est préservée par la congélation. Il s'agit de la technique la moins destructrice de toutes, à condition d'être conduite convenablement: la congélation doit être rapide, et la température de conservation doit être suffisamment basse. Après décongélation, l'objectif est d'obtenir un produit d'une qualité aussi proche que possible de celle du produit original, même si dans le cas des crèmes glacées, la congélation devient même un procédé texturant.
La température de congélation domestique, pour les aliments, est définie à −26 °C alors que la technique de surgélation utilisée par les industriels de l'alimentation repose sur des températures d'exposition allant de −35 °C à −196 °C. Seuls les congélateurs domestiques quatre étoiles sont en mesure de congeler un aliment en ayant la faculté de produire une température de −26 °C.
Les produits ainsi congelés ou surgelés doivent être maintenus à une température de stockage de −18 °C.

### Facteurs
Deux facteurs principaux contribuent à ce que la congélation soit une méthode de conservation : la température basse qui réduit la cinétique de nombreuses réactions biochimiques et la faible activité de l'eau notamment par sa cristallisation (peu libre comme solvant et milieu de diffusion des solutés). La congélation ne détruit donc pas les micro-organismes (par exemple les bactéries) responsables de la dégradation des aliments ; elle ne fait que stopper leur développement pendant leur stockage à −18 °C; comme les réactions enzymatiques ne sont que ralenties, il est utile avant la congélation de blanchir les aliments et éventuellement d'ajouter des agents inhibiteurs.
La congélation détruit cependant certains parasites comme les anisakis, parfois présent dans certains poissons crus.
La formation de cristaux de glace dans le produit est souvent source de détérioration, en particulier de la texture lorsqu'il y a beaucoup d'eau et peu de cellulose.

### Conseils pratiques
Sous forme de bahut ou d’armoire, intégrée ou non au frigo, le congélateur est présent dans bon nombre de ménages. Pour congeler les aliments en toute sécurité à la maison, il est recommandé de suivre les conseils suivants : 
- se souvenir que les gros morceaux de viande (escalopes, steaks) se conservent plus longtemps que les petits ;
- dégraisser la viande au maximum ;
- ne pas assaisonner les aliments ;
- éplucher, couper en morceaux et jeter les légumes dans l'eau en ébullition 2-3 minutes, éponger et laisser refroidir avant de congeler ;
- tout aliment à congeler doit être frais ;
- il ne faut jamais recongeler un produit décongelé, les bactéries (éventuellement pathogènes) survivant à la congélation trouvent des conditions de multiplication idéales lors des décongélations–recongélations[4];
- les temps de congélation des aliments sont donnés à titre indicatif, ils peuvent varier en fonction de la nature précise du produit congelé : la durée de conservation des produits congelés à la maison est en moyenne de 1 mois pour le pain, de 1 à 6 mois pour les pâtisseries, de 3 mois pour les poissons gras et les crustacés, de 6 mois pour les poissons maigres, de 6 à 8 mois pour le porc, l’agneau et le veau (selon la taille des morceaux), de 8 à 10 mois pour les fromages, de 8 à 10 mois pour les fruits et légumes et de 12 mois pour le bœuf, les volailles et le gibier. Pour les plats cuisinés (ragoût), la durée est entre 2 et 3 mois.

### Glazurage
Le glazurage est une méthode qui consiste à enrober le poisson ou le crustacé d'une fine pellicule de glace par trempage rapide dans de l'eau à 1 °C du produit surgelé. Ceci afin de limiter la déshydratation de la chair pendant le stockage. La pratique est autorisée mais à condition bien sûr que le poids de la glace soit déduit du poids facturé.

## Conservation de cellules et autres produits biologiques
La conservation de produits biologiques, en particulier de cellules vivantes, requiert des températures plus basses et des techniques un peu plus sophistiquées pour éviter leur destruction lors des phases de refroidissement et de réchauffement. Par exemple le recours à des antigels comme le glycérol ou la trempe dans de l'azote liquide vont éviter la formation de cristaux susceptibles de percer des membranes cellulaires.
Les températures de conservation sont en général de −20 °C (congélateur standard), −80 °C (correspond à un mélange carboglace-éthanol) ou −196 °C (azote liquide).

### Cryopréservation des ovocytes
Pour parer au déclin de la fertilité lié à l'âge, certaines femmes se font prélever et congeler des ovocytes en espérant pouvoir avoir une ou plusieurs grossesses tardives. En 2012, l'American Society for Reproductive Medicine a annoncé vouloir rechercher quelle est la meilleure période de prélèvement d'ovules dans la vie de ces femmes pour que les chances de fécondations soient les plus élevées après décongélation des gamètes et pour que l'ensemble des opérations soit moins coûteux. Selon une modélisation basée sur les taux naturels de conception, des dossiers médicaux, des registres et enquêtes sur les grossesses et les traitements de fertilité, et en se basant sur des modèles de décision appliqués à ces données, la congélation d'ovule est plus « intéressante » (par rapport à la fécondation naturelle ou in vitro) quand la décongélation se fait après une période de sept ans. L'intérêt est peu significatif pour les femmes de moins de 32 ans (car la fertilité naturelle féminine est encore assez élevée à cet âge). L'avantage semblerait en théorie le plus élevé dans le cas d'ovules congelés vers l'âge de 37 ans (avec une augmentation de la probabilité de naissance vivante à 44 ans passant alors de 21,9 à 51,6 %), mais les chances de succès sont cependant très influencées par l'âge des ovules au moment du prélèvement. En tenant compte de ce facteur, l'âge idéal serait environ de 31 à 33 ans.

## Technique de purification
En utilisant les différences d'affinité pour des impuretés en phase solide et phase liquide, on peut arriver à purifier un produit chimique par une succession de fusions-congélations. C'est le principe de la congélation fractionnée dont l'une des applications est la purification des semi-conducteurs par la méthode de la zone fondue.

## Congélation des sols et génie civil
La congélation des sols est une technique de génie civil parfois employée pour creuser des tunnels dans des sous-sols instables mais gorgés d'eau. Par exemple, cette technique a été utilisée pour une partie des tunnels entre les stations de Châtelet et Saint-Michel de la ligne 4 du métro de Paris. Elle peut aussi être utilisée lors de forages, pétroliers ou gaziers principalement, pour les mêmes raisons.